# イルティッシュ号投降事件

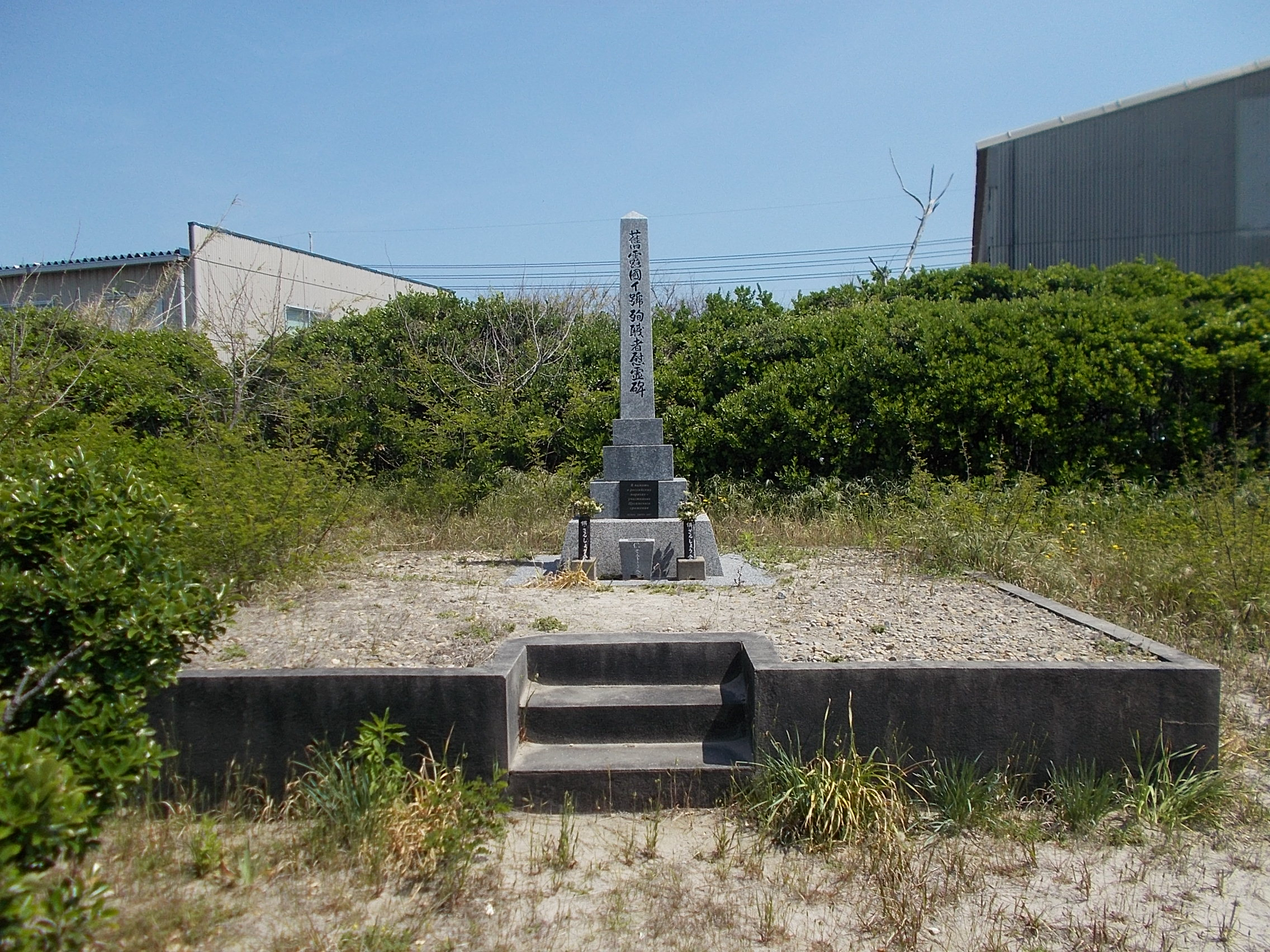
イルティッシュ号慰霊碑

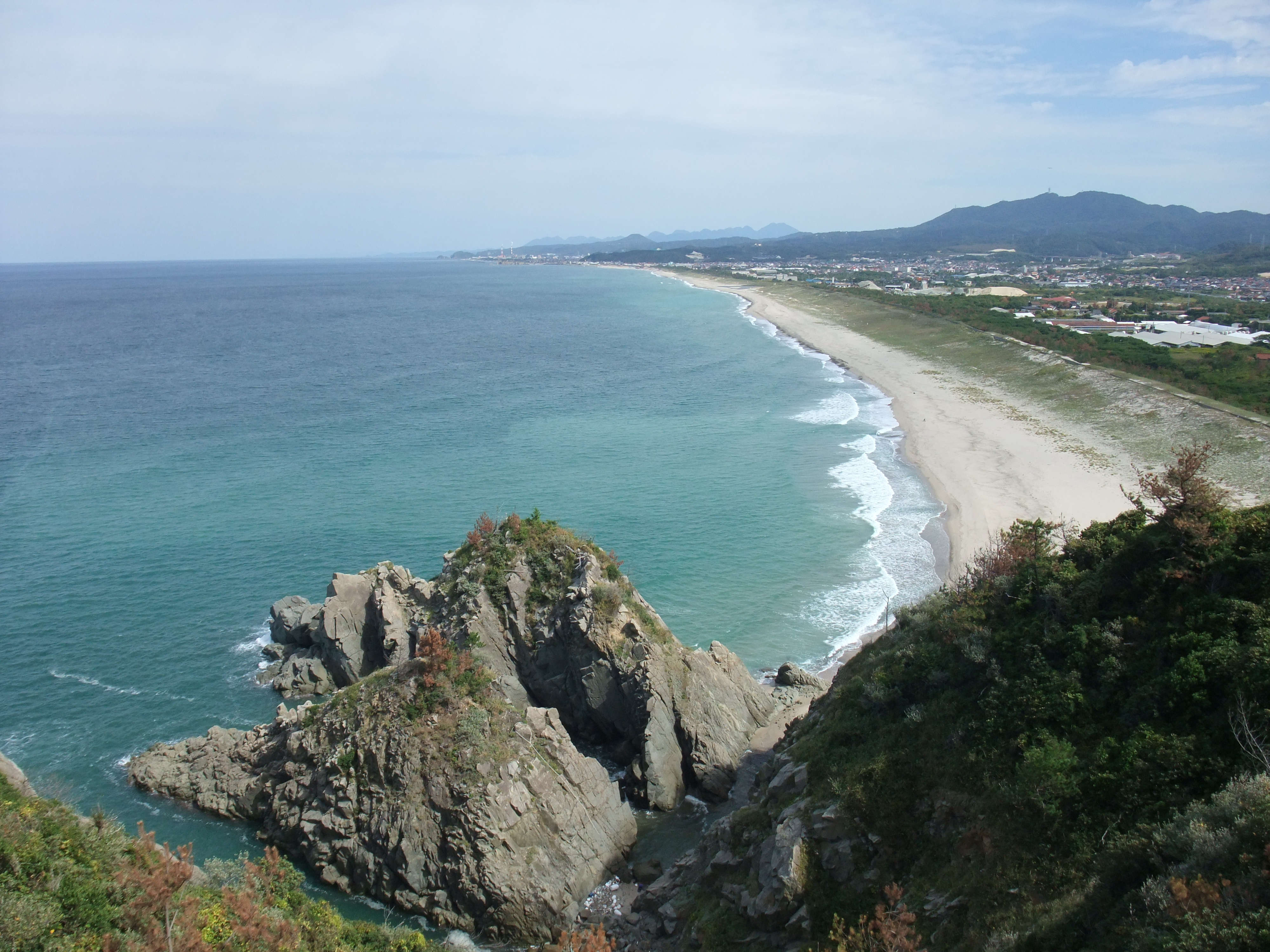
江津市の海岸（石見海浜公園石見大崎鼻灯台から）

イルティッシュ号投降事件（イルティッシュごうとうこうじけん）は、ロシアのバルチック艦隊の特務運送船イルティッシュ号（ロシア語: Ирты́ш）が日本海海戦で損傷・航行不能となり、海戦翌日の1905年（明治38年）5月28日、島根県那賀郡都濃村和木（現・江津市和木町）で投降した事件。

## 事件の経緯

### 出港
イルティッシュ号は日露戦争開戦後にドイツから購入した輸送船で、リバウ港で軍用運送船に改造された。1904年（明治37年）9月初旬に艤装を終えると、ロジェストウェンスキー中将を司令長官とするバルチック艦隊に加わることになり、艦隊は皇帝の親閲を受けるためにレベル港に回送された。しかし、イルティッシュ号はナングル島付近で座礁し損傷したため、親閲後に再びリバウ港に入港し、約2カ月半をかけて修理された。
同年12月、バルチック艦隊本隊はアフリカ南端を通ってマダガスカル島に到達しており、イルティッシュ号はスエズ運河を経てジプティ港で待機するよう命令を受けた。1905年1月末になりイルティッシュ号は本隊からの合流の命令を受けて南下しマダガスカル島に到着したが、本隊はマダガスカル北方のシノベ港に向かっていたため再北上して合流した。
艦隊は1905年5月20日にバタン沖を通過すると、5月23日にはすべての軍艦が石炭運送船から石炭を受け取り、5月25日には残りの運送船の物資が各艦に移され、運送船はイルティッシュ号やアナヂル号など計6隻を残して本国に帰航した。

### 日本海海戦
1905年5月27日の日本海海戦に参加することになったが、イルティッシュ号は多量の可燃性物質と大量の砲弾を満載しており攻撃を避ける必要があった。しかし、本隊を失い、瓜生艦隊の追撃を受け、第一弾を第二ハッチ右側、第二弾を甲板上の社交室、第三弾を艦前方に受けて浸水が甚だしい状態となった。艦長エゴルムイシェフ（Егормышев）は乗員を招集し、日本の陸岸近くを通ってウラジオストク港を目指して航行を続けることを決めた。

### 投降と救助
イルティッシュ号は水線下に被弾していたため浸水が激しく、28日午前10時頃に江川尻沖合に近づいたものの、西に向きを変えて川波村サナメ岬を目指すようにみえた。しかし、再び東に転回して午後2時には和木の真島沖2海里に達した。ここで一分の猶予もない危険な状態となり、艦長は意を決してB旗（我ハ烈シク攻撃ヲ受ク）とN旗（救助ヲ乞フ）の国際信号旗を掲げて投錨し、乗組員に6隻のボートに分乗するよう命じた。
沿岸部では参謀本部からの通牒を受けていた江津警察署分署が警戒にあたっており、6隻のボートが接近してきた都濃村和木では大騒動となったが、白旗を確認すると住民たちは安心し、救助活動にとりかかった。
だが、折からの強い西風に煽られボートは岩に乗り上げて転覆し、ロシア兵は海に投げ出された。都濃村和木の男達は荒海へ飛び込みボートを岸へと曳航した。

### 上陸後
午後6時には負傷兵を含めた二百数十名が救助された（その人数には後述のとおり複数の説がある）。住民による救助活動と、炊き出しを受けたロシア兵には涙を流す者や合掌して感謝の意を示す者もあった。兵士の中には懐中時計や食料品などを示して歓心を買おうとする者もおり、浦人には氷砂糖などを口にする者もいたが、一抹の不安から警戒して食べなかった者もいたという。
一方、イルティッシュ号接近の知らせは、江津郵便局を通じて浜田の歩兵第21連隊に伝えられたが、当時連隊は満州におり、留守部隊の補充兵一個大隊しかいなかったため上陸の報は大きな衝撃を与えた。そのため非常呼集が行われ、山田少佐の指揮で一個中隊の戦時編成で和木に向かったが、投降を知って一部を帰営させ、一個小隊をもって午後7時頃に到着した。午後8時頃には浜田部隊に引き継がれ、同日夜は将校が嘉久志の森脇久五郎宅、負傷者など83名が和木の小学校、残り全員が嘉久志の小学校に収容された。負傷者を収容した和木小学校には軍医2名と看護兵が派遣され徹夜で傷の手当てを行った。また、海岸には捕虜の所持品が留置されていたため、地元住民が徹夜で警戒して厳重に保管された。
イルティッシュ号は翌5月29日午前2時頃に完全に水面下に没した。
同日、負傷者及び荷物は漁船7隻で浜田へ、歩行可能な者は陸路で浜田へ送られた。浜田では約1カ月間真光寺などに収容され、その後道後の捕虜収容所に送られた（門司の大里収容所に送られたとする資料もある）。
なお、イルティッシュ号から救出された乗組員の人数については複数の説があって一致しておらず、その一因にイルティッシュ号が和木に漂着した同日午後に沈没した仮装巡洋艦ウラル号からボートに乗り換えて美濃郡鎌手村土田（現・益田市土田町）の北浜海岸に上陸した兵士もおり、益田の妙義寺に収容された後、5月30日に浜田の真光寺でイルティッシュ号の乗組員たちと合流していることが挙げられる。この土田地区に上陸した乗組員の数については20名説、21名説、22名説がある。なお、土田の北浜海岸への上陸に使用された舟（カッター）は高津柿本神社の境内に保存されていたが、太平洋戦争後に廃棄されており、土田の北浜海岸には「露兵上陸の地」を示す看板が建てられている。
『日露戦役ニ於ケル歩兵第二十一聯隊歴史 全』（歩兵第二十一聯隊編、歩兵第二十一聯隊将校集会所）では和木に上陸したのは総員247名としている。しかし、6月1日付『山陰新聞』にある広島予備病院浜田分院へ入院したという重症者4名や、将校が連隊長舎宅に滞在したという点には触れられておらず詳細は不明である。また、日本各地の戦死者埋葬地を巡った正教会日本大主教ニコライが浜田陸軍墓地に埋葬されている者について記しており、死亡兵士がどのようにカウントされているかなども不明である。

### 後日談
和木地区では、信号旗や照明器、砲弾などを保存し、1907年（明治40年）の嘉仁親王（後の大正天皇）の行啓時には東郷平八郎とともにこれらの品を台覧している。
漂着翌年の1906年から、戦争等による中断をはさみながらも和木住民によってロシア兵の慰霊祭（ロシア祭り）が行われている。江津市和木町にはイルティッシュ号の乗組員の慰霊碑が建てられており、遺留品などは和木公民館に保管されている。慰霊碑は笹川良一によって海岸に建てられていたが、2021年に和木地域コミュニティ交流センターの敷地内に移設された。
また2005年（平成17年）5月29日、救助から100年を記念した式典が江津市内で開催された。

## 作品
小説
- 難波利三『イルティッシュ号の来た日』（1984年）文藝春秋：第72回（1974年下半期）直木賞候補作[8]。

絵本
- みはしたかこ『こっちへこーい　こっちへこーい～イルティッシュ号の来た日～』（2017年）「イルティッシュ号乗組員救援史」を絵本にして語り継ぐ実行委員会[9]

## 金塊騒動
沈没したイルティッシュ号には金塊が積まれていたという噂が絶えなかった。
1959年（昭和34年）には長崎県の事業家の北村滋敏が笹川良一の援助を受けて引き揚げを試みた。しかし機雷を発見しただけに終わった。
2007年（平成19年）にロシア・ウラジオストクの極東国立工科大学の調査船により、17年ぶりに水深50メートルの海底に沈むイルティッシュ号が確認された。